# رافائل کورئا
رافائل بیسنته کورئا دلگادو (به اسپانیایی: Rafael Vicente Correa Delgado) (زاده ۶ آوریل ۱۹۶۳) سیاستمدار اکوادوری که از سال ۲۰۰۷ تا ۲۰۱۷ به عنوان رئیس‌جمهور فعالیت کرد.
وی که اقتصاددان است در اکوادور و بلژیک (دانشگاه کاتولیک لوون) و ایالات متحده (دانشگاه ایلینوی در اوربانا شامپاین) تحصیل کرده‌است. او در اواخر در ۲۰۰۶ به ریاست جمهوری برگزیده شد و مسئولیت را در ژانویه ۲۰۰۷ عهده‌دار شد.